# Mike Starr
Michael Christopher Starr (Honolulu, Hawái, 4 de abril de 1966-Salt Lake City, Utah, 8 de marzo de 2011), más conocido como Mike Starr fue un músico estadounidense conocido por ser el bajista original de la banda Alice In Chains desde 1987 hasta 1993.

## Vida musical

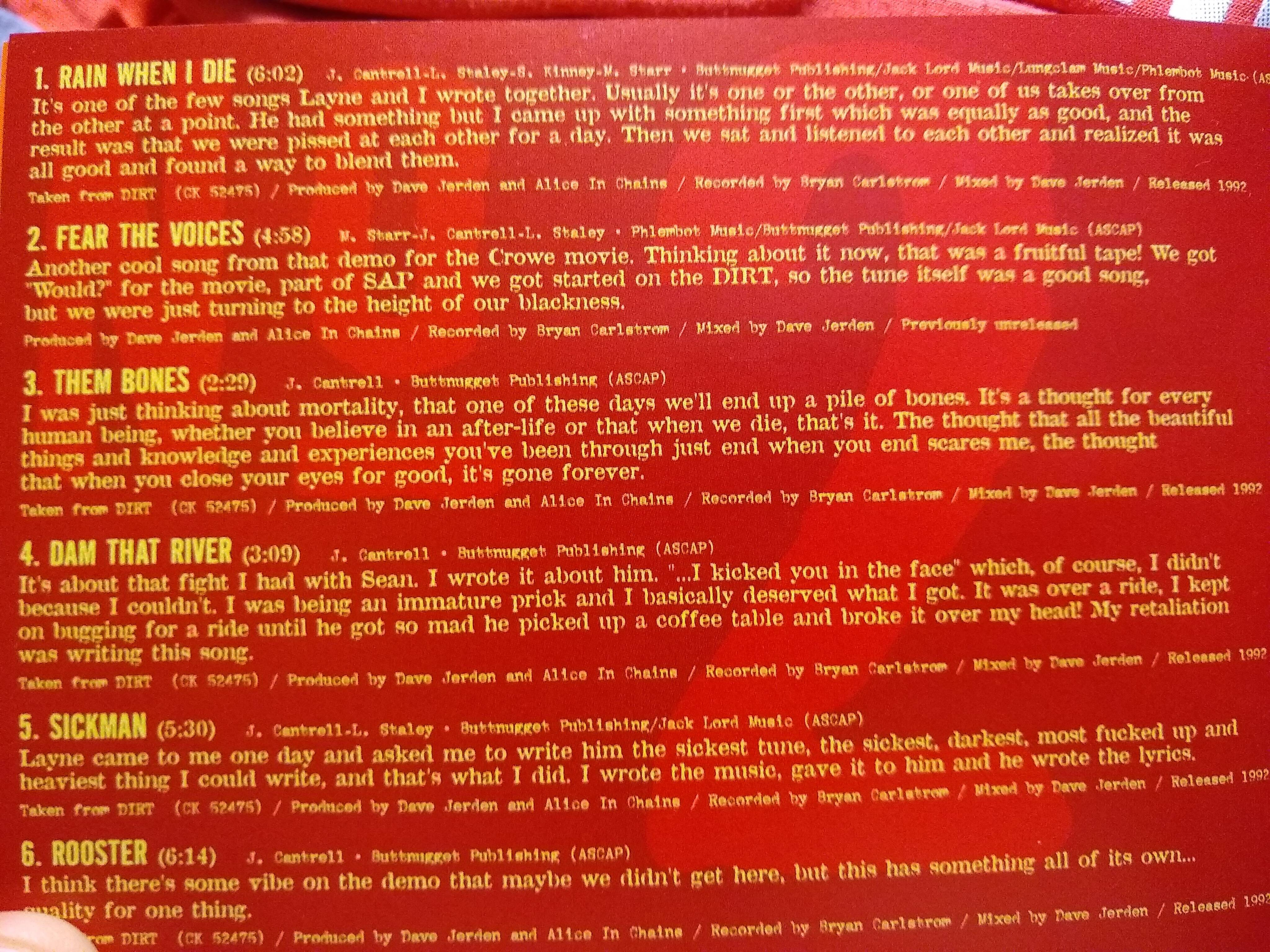
Alice in Chains - Music Bank. Liner notes

Fue el bajista original del grupo Alice in Chains, desde el año 1987 hasta 1993. Tocó el bajo en los álbumes Facelift, Sap, y Dirt, y dejó el grupo en medio de la gira del disco Dirt. El motivo de su marcha no está clara, algunas fuentes afirman que abandonó el grupo debido al agotamiento de largas giras. También se rumora que fue expulsado debido a sus problemas con la heroína.
Después tocó el bajo en el grupo Sun Red Sun, junto con Ray Gillen y Bobby Rondinelli (Black Sabbath).
Declaró que no estaba de acuerdo con que Alice in Chains volviera a hacer giras sin el fallecido miembro Layne Staley («Layne es Alice», dijo) y que el grupo debería llamarse "La banda de Jerry Cantrell con artistas invitados".
Starr fue encontrado muerto en su casa de Salt Lake City, el 10 de marzo de 2011, a los 44 años. Los policías que llegaron al lugar dijeron que el cuerpo no se encontraba en malas condiciones, pero había drogas muy cerca del fallecido.